# Филип VII (Валдек-Вилдунген)
Филип VII (VI) фон Валдек-Вилдунген (на немски: Philipp VII (VI) von Waldeck-Wildungen; * 25 ноември 1613 в Алт-Вилдунген; † 24 февруари 1645 в Табор, Бохемия) е граф на Валдек-Вилдунген.
Той е син на граф Кристиан фон Валдек-Вилдунген (1585 – 1637) и съпругата му графиня Елизабет фон Насау-Зиген (1584 – 1661), дъщеря на граф Йохан VII (II) фон Насау-Зиген и втората му съпруга графиня Магдалена фон Валдек-Вилдунген.
Филип VII наследява баща си от 1638 г. като граф на Валдек-Вилдунген, по-малкият му брат Йохан II (1623 – 1668) става граф на Валдек-Ландау.

## Фамилия
Филип VII се жени на 26 октомври 1634 г. във Франкфурт на Майн за графиня Анна Катарина фон Сайн-Витгенщайн (* 27 юли 1610; 1 декември 1690), дъщеря на граф Лудвиг II фон Сайн-Витгенщайн (1571 – 1634) и графиня Елизабет Юлиана фон Золмс-Браунфелс (1578 – ок. 1634), дъщеря на граф Конрад фон Золмс-Браунфелс и графиня Елизабет фон Насау-Диленбург. Те имат децата:
- Кристиан Лудвиг (1635 – 1706), граф на Валдек, Пирмонт и Раполтщайн, женен I. на 2 юли 1658 г. за графиня Анна Елизабет фон Раполтщайн (1644 – 1678), дъщеря на граф Йохан Якоб фон Раполтщайн (1598 – 1673), II. на 6 юни 1680 г. за графиня Йоханета фон Насау-Саарбрюкен-Идщайн (1657 – 1733), дъщеря на граф Йохан фон Насау-Идщайн
- Йосиас II (1636 – 1669), граф na Валдек-Вилдунген и Пирмонт, женен на 26 януари 1660 г. за графиня Вилхелмина Христина фон Насау-Зиген-Хилхенбах (1629 – 1700), дъщеря на граф Вилхелм фон Насау-Зиген-Хилхенбах
- Юлиана Елизабет (1637 – 1707), омъжена на 27 януари 1660 г. за граф Хайнрих Волрад фон Валдек-Айзенберг (1642 – 1664), син на граф Филип Дитрих фон Валдек-Айзенберг
- Анна София (1639 – 1646)
- Йохана (1639 – 1639)
- Филипа (1643 – 1644)